# Rocas do Vouga
Rocas do Vouga é uma povoação portuguesa sede da Freguesia de Rocas do Vouga do Município de Sever do Vouga, freguesia com 15,71 km² de área e 1508 habitantes (censo de 2021), tendo, por isso, uma densidade populacional de 96 hab./km².

## Demografia
Nota: No censo de 1864 figura com o nome de Rocas. Foi-lhe dada a atual designação pelo decreto de 13/01/1898.
A população registada nos censos foi:
| Distribuição da População por Grupos Etários | Distribuição da População por Grupos Etários | Distribuição da População por Grupos Etários | Distribuição da População por Grupos Etários | Distribuição da População por Grupos Etários |
| -------------------------------------------- | -------------------------------------------- | -------------------------------------------- | -------------------------------------------- | -------------------------------------------- |
| Ano                                          | 0-14 Anos                                    | 15-24 Anos                                   | 25-64 Anos                                   | > 65 Anos                                    |
| 2001                                         | 328                                          | 281                                          | 971                                          | 397                                          |
| 2011                                         | 213                                          | 198                                          | 929                                          | 438                                          |
| 2021                                         | 101                                          | 151                                          | 736                                          | 520                                          |

## Lugares
- Abobareira
- Borralhal
- Carvalhal
- Coucinhos
- Covelo
- Degas
- Granja
- Irijó
- Linheiro
- Mondim
- Nespereira de Baixo
- Nespereira de Cima
- Portela
- Ribeirada
- Rocas do Vouga
- Sanfins
- Sendinha
- Souto Chão
- Tendal do linho
- Vila Seca
- Vinhas

## Património
- Igreja Matriz de Rocas do Vouga - Com planta longitudinal, foi reconstruída em 1733. As pinturas dos caixotões dos tectos datam de 1783, com notáveis figuras policromas de cenas religiosas.
- Capela da Pena
- Castro do castelo da Pena
- Trecho da serra do Arestal
- Capelas de São Miguel e de Nossa Senhora dos Remédios
- Castro de Rocas
- Cruzeiro
- Quinta do Linheiro com capela
- Capela de Santo António
- Cruzeiro no lugar de Nespereira de Cima